# Rivière Rouge (Bas-Saint-Laurent)
Pour les articles homonymes, voir Rivière Rouge.
La Rivière Rouge traverse les municipalités de Saint-Gabriel-de-Rimouski et Sainte-Angèle-de-Mérici, dans la municipalité régionale de comté (MRC) de La Mitis, dans la région administrative du Bas-Saint-Laurent, au Québec, au Canada.
La rivière Rouge est un affluent de la rive sud-est de la rivière Neigette laquelle coule vers l'est jusqu'à la rive ouest de la rivière Mitis ; cette dernière coule vers le nord-ouest jusqu'au littoral sud-est du fleuve Saint-Laurent où elle se déverse à la hauteur de Sainte-Flavie et de Grand-Métis.

## Géographie
La rivière Rouge prend sa source à la décharge d'un lac non identifié au sud de Saint-Gabriel-de-Rimouski, dans les monts Notre-Dame. Cette source est située à 22,7 km au sud-est du littoral sud-est du fleuve Saint-Laurent, à 5,1 km au sud du centre du village de Saint-Gabriel-de-Rimouski, à 3,0 km à l’ouest du centre du village de Les Hauteurs et à 6,3 km à l’ouest du centre du village Le Petit Saint-Marcellin.
Le lac Rouge est situé du côté nord du chemin du Rang Massé Ouest.
À partir de l'embouchure du lac sans nom, la rivière Rouge coule sur environ 18,0 km répartis comme suit :
- 2,9 km vers le nord dans Saint-Gabriel-de-Rimouski, jusqu'à la confluence du ruisseau Hervé (venant de l’ouest) ;
- 0,3 km vers le nord, jusqu'à la route 298 Sud ;
- 2,3 km vers le nord, en coupant le chemin du rang Deschênes, jusqu'à la route Pelletier Sud ;
- 1,9 km vers le nord-est, jusqu'au chemin du rang de la Montagne ;
- 0,8 km vers le nord-est, jusqu'à la confluence du ruisseau de la Fiole (venant du nord-ouest) ;
- 2,6 km vers le nord-est, en recueillant les eaux du ruisseau Langelier (venant de l’est), jusqu’à la route 234 ;
- 0,9 km vers le nord, jusqu'à la limite de la municipalité de Sainte-Angèle-de-Mérici ;
- 1,9 km vers le nord dans Sainte-Angèle-de-Mérici, jusqu’à la confluence du ruisseau Beaulieu (venant de l’est) ;
- 2,3 km vers le nord, en recueillant les eaux du ruisseau Pelletier (venant de l’est), jusqu’à la confluence du cours d’eau Fournier (venant de l’ouest) ;
- 1,7 km vers le nord, jusqu’au chemin de la rivière Mitis Sud ;
- 0,4 km vers le nord-ouest, jusqu’à sa confluence[3].

La rivière Rouge se déverse sur la rive sud-est de la rivière Neigette, à 1,5 km en amont de sa confluence et à 2,1 km en aval du pont de la route 298.

## Toponymie
Le toponyme « rivière Rouge » a été officialisé le 5 décembre 1968 à la Commission de toponymie du Québec.